# Lophocyclus munitus
Lophocyclus munitus är en mångfotingart som beskrevs av Loomis 1936. Lophocyclus munitus ingår i släktet Lophocyclus och familjen Sphaeriodesmidae. Inga underarter finns listade i Catalogue of Life.